# Шишкин, Юрий Николаевич
Ю́рий Никола́евич Ши́шкин (род. 9 января 1963, Воронеж) — советский и российский футболист, выступал на позиции вратаря. После завершения карьеры — футбольный тренер. Единственный российский футболист, выступавший в Бразилии.

## Биография
До 1975 года Юрий Шишкин был гандбольным вратарём в ДЮСШ «Кристалл». В футбол его привела случайность. В команде Воронежа на турнире «Кожаный мяч» получил травму вратарь, и Юрия поставили в футбольные ворота, забрав прямо с тренировки. Затем он перешёл в спецкласс, хорошо учился в школе (средний выпускной балл — 4,5).
После школы начал играть за дубль воронежского «Факела», играл нерегулярно, так как параллельно учился на дневном отделении института физкультуры.
11 лет играл за московский ЦСКА. Одно время был капитаном команды.
В 1991 году через советских журналистов-международников познакомился с гостившим в Москве президентом клуба «Рио-Бранко», игравшем в чемпионате штата Сан-Паулу.
Спустя некоторое время уехал в Бразилию на просмотр и через два месяца подписал с новым клубом годовой контракт. Первые 6 матчей провёл в фарм-клубе «Рио-Бранко», а после получения трансферного листа начал выступать в основной команде. На поле провёл 7 матчей, в которых команда потерпела только одно поражение и смогла подняться с 9-го места на 3-е. Развитию карьеры в Бразилии помешала тяжёлая травма — разрыв крестообразной связки колена в матче чемпионата. В итоге команда вновь опустилась на 9-е место. После завершения чемпионата руководство клуба готово было продлить контракт с вратарём, но из-за невозможности перевезти семью в Бразилию этого не произошло. Шишкин вернулся в Россию и весь 1992 год пытался устроиться в какой-нибудь клуб. В итоге его взяли обратно в ЦСКА, но там он больше не сыграл.
Перед сезоном 1993 года Александр Аверьянов взял Шишкина к себе в Находку, в команду «Океан». Не желая терять игровую практику, Шишкин согласился на переход и провёл в новой команде весь сезон 1993 года.
Шишкин в 1994 полсезона играл в «КАМАЗе», в 1995 выступал в Южной Корее, а в 1996 оказался у Аверьянова в «Крыльях». В Самаре, как он сам говорил, отыграл свои лучшие сезоны.
В 2000—2002 годах тренировал вратарей в латвийском «Вентспилсе». Последняя официальная игра датирована 9.11.2002 — вышел на поле после удаления основного вратаря команды.
В 2002 получил предложение от Александра Тарханова поработать тренером в его штабе в «Крыльях Советов». В сорок лет возобновил карьеру игрока — защищал ворота «Крыльев Советов» в 2003—2004 годах, но не сыграл ни одного официального матча.
Работал в тренерском штабе «Крыльев» при Гаджи Гаджиеве, вслед за которым перешёл в раменский «Сатурн». С января по май 2011 был тренером вратарей донецкого «Металлурга». В январе 2013 вернулся в «Крылья Советов».

## Клубная статистика
| Выступление      | Выступление      | Выступление      | Лига | Лига | Кубки | Кубки | Прочие | Прочие | Итого | Итого |
| Клуб             | Лига             | Сезон            | Игры | Голы | Игры  | Голы  | Игры   | Голы   | Игры  | Голы  |
| ---------------- | ---------------- | ---------------- | ---- | ---- | ----- | ----- | ------ | ------ | ----- | ----- |
| Факел (Воронеж)  | первая           | 1980             | —    | —    | —     | —     | —      | —      | 0     | 0     |
| Факел (Воронеж)  | Итого            | Итого            | —    | —    | —     | —     | —      | —      | 0     | 0     |
| ЦСКА             | высшая           | 1981             | —    | —    | —     | —     | —      | —      | 0     | 0     |
| ЦСКА             | высшая           | 1982             | 8    | -12  | —     | —     | —      | —      | 8     | -12   |
| ЦСКА             | высшая           | 1983             | 14   | -13  | —     | —     | —      | —      | 14    | -13   |
| ЦСКА             | высшая           | 1984             | 5    | -6   | 2     | 0     | —      | —      | 7     | -6    |
| ЦСКА             | первая           | 1985             | 15   | -11  | 1     | 0     | —      | —      | 16    | -11   |
| ЦСКА             | переходный       | 1985             | 6    | -7   | —     | —     | —      | —      | 6     | -7    |
| ЦСКА             | первая           | 1986             | 8    | -4   | —     | —     | —      | —      | 8     | -4    |
| ЦСКА             | первая           | 1988             | 28   | -19  | 1     | -1    | —      | —      | 29    | -20   |
| ЦСКА             | первая           | 1989             | 29   | -17  | 2     | -1    | —      | —      | 31    | -18   |
| ЦСКА             | высшая           | 1990             | 4    | -7   | —     | —     | 2      | -2     | 6     | -9    |
| ЦСКА             | высшая           | 1991             | —    | —    | —     | —     | —      | —      | 0     | 0     |
| ЦСКА             | Итого            | Итого            | 117  | -96  | 6     | -2    | 2      | -2     | 125   | -100  |
| → ЦСКА-2         | вторая           | 1987             | 29   | -41  | —     | —     | 1      | 1      | 30    | -40   |
| → ЦСКА-2         | Итого            | Итого            | 29   | -41  | —     | —     | 1      | 1      | 30    | -40   |
| Рио-Бранко       | Paulista         | 1991             | 7    | 0    | —     | —     | —      | —      | 7     | 0     |
| Рио-Бранко       | Итого            | Итого            | 7    | 0    | —     | —     | —      | —      | 7     | 0     |
| Океан (Находка)  | высшая           | 1993             | 26   | -26  | —     | —     | —      | —      | 26    | -26   |
| Океан (Находка)  | переходный       | 1993             | 2    | -7   | —     | —     | —      | —      | 2     | -7    |
| Океан (Находка)  | Итого            | Итого            | 28   | -33  | —     | —     | —      | —      | 28    | -33   |
| КАМАЗ            | высшая           | 1994             | 2    | -4   | —     | —     | —      | —      | 2     | -4    |
| КАМАЗ            | Итого            | Итого            | 2    | -4   | —     | —     | —      | —      | 2     | -4    |
| → КАМАЗ-д        | третья           | 1994             | 1    | 0    | —     | —     | —      | —      | 1     | 0     |
| → КАМАЗ-д        | Итого            | Итого            | 1    | 0    | —     | —     | —      | —      | 1     | 0     |
| Чоннам Дрэгонз   | K League 2       | 1995             | 19   | -26  | —     | —     | —      | —      | 19    | -26   |
| Чоннам Дрэгонз   | Итого            | Итого            | 19   | -26  | —     | —     | —      | —      | 19    | -26   |
| Крылья Советов   | высшая           | 1996             | 33   | -35  | 1     | 0     | 1      | -2     | 35    | -37   |
| Крылья Советов   | высшая           | 1997             | 31   | -30  | 4     | -1    | —      | —      | 35    | -31   |
| Крылья Советов   | высшая           | 1998             | 16   | -17  | —     | —     | —      | —      | 16    | -17   |
| Крылья Советов   | Итого            | Итого            | 80   | -82  | 5     | -1    | 1      | -2     | 86    | -85   |
| Факел (Воронеж)  | первая           | 1999             | 21   | -15  | —     | —     | —      | —      | 21    | -15   |
| Факел (Воронеж)  | Итого            | Итого            | 21   | -15  | —     | —     | —      | —      | 21    | -15   |
| Спартак-Чукотка  | первая           | 2000             | 8    | -23  | —     | —     | —      | —      | 8     | -23   |
| Спартак-Чукотка  | Итого            | Итого            | 8    | -23  | —     | —     | —      | —      | 8     | -23   |
| Вентспилс        | Virslīga         | 2002             | 1    | 0    | —     | —     | —      | —      | 1     | 0     |
| Вентспилс        | Итого            | Итого            | 1    | 0    | —     | —     | —      | —      | 1     | 0     |
| Всего за карьеру | Всего за карьеру | Всего за карьеру | 313  | -320 | 11    | -3    | 4      | -4     | 328   | -327  |

## Достижения
- Лучший вратарь чемпионата России по оценкам «Спорт-Экспресс»: 1993 (ср. оценка — 6,10)

## Пенальти
Юрий Шишкин — один из лучших вратарей России по отражению пенальти. В чемпионате России из 20 пенальти он отразил 6, дважды били мимо ворот пенальтисты. В сезоне-1993 он парировал 4 пенальти.
Все незабитые пенальти в ворота Юрия Шишкина:
| Дата             | Матч                    | Счёт | Кто не забил            |
| ---------------- | ----------------------- | ---- | ----------------------- |
| 5 апреля 1993    | Локомотив М — Океан     | 0:0  | Мухсин Мухамадиев       |
| 12 мая 1993      | Океан — Уралмаш         | 1:0  | Алексей Юшков           |
| 6 июня 1993      | Локомотив НН — Океан    | 2:0  | Владимир Кураев         |
| 10 июня 1993     | Асмарал М — Океан       | 1:1  | Сергей Зоря             |
| 2 марта 1996     | Алания — Крылья Советов | 1:0  | Миржалол Касымов (мимо) |
| 10 июля 1996     | Зенит — Крылья Советов  | 1:0  | Владимир Кулик          |
| 23 июля 1997     | Факел — Крылья Советов  | 2:2  | Владимир Зинич          |
| 27 сентября 1997 | ЦСКА— Крылья Советов    | 1:2  | Дмитрий Кузнецов (мимо) |